# RIPE NCC
Réseaux IP Européens Network Coordination Centre（ヨーロッパIPリソースネットワーク調整センター、以下RIPE NCCと略す）は、ヨーロッパ、中東、中央アジアを管轄する地域インターネットレジストリである。

## 概要
RIPE NCCの本部はオランダのアムステルダムにあり、オランダの法律に従っている。
RIPE (Réseaux IP Européens) とは名称が似ており、サイトも同じドメイン内に存在し、技術交流もあるが別組織である。

## RIPE NCCに参加している国家・地域

地域インターネットレジストリの管轄地域

2002–2005年の管轄地域（RIPE NCCの管轄地域は2002年以前も同じ）

中央アジア
- ウズベキスタン
- カザフスタン
- キルギスタン
- タジキスタン
- トルクメニスタン

西アジア
- アゼルバイジャン
- アラブ首長国連邦
- アルメニア
- イエメン
- イスラエル
- イラク
- イラン
- オマーン
- カタール
- クウェート
- グルジア
- サウジアラビア
- シリア
- トルコ
- バーレーン
- パレスチナ
- ヨルダン
- レバノン

ヨーロッパ
- アイスランド
- アイルランド
- アルバニア
- アンドラ
- イギリス
- イタリア
- ウクライナ
- エストニア
- オーストリア
- オランダ
- キプロス
- ギリシャ
- グリーンランド(デンマーク領)
- クロアチア
- サンマリノ
- ジブラルタル(英領)
- スイス
- スウェーデン
- スヴァールバル諸島(ノルウェー領)
- スペイン
- スロバキア
- セルビア
- チェコ
- デンマーク
- ドイツ
- トルコ
- ノルウェー
- バチカン
- ハンガリー
- フィンランド
- フェロー諸島(デンマーク領)
- フランス
- ブルガリア
- ベラルーシ
- ベルギー
- ポーランド
- ボスニア・ヘルツェゴビナ
- ポルトガル
- マケドニア
- マルタ
- モナコ
- モルドバ
- モンテネグロ
- ラトビア
- リトアニア
- リヒテンシュタイン
- ルーマニア
- ルクセンブルク
- ロシア